# Quemchi
Quemchi är en kommun i Chile.   Den ligger i provinsen Provincia de Chiloé och regionen Región de Los Lagos, i den södra delen av landet, 1 000 km söder om huvudstaden Santiago de Chile.
I omgivningarna runt Quemchi växer i huvudsak blandskog.